# Té tailandés
El té tailandés (en tailandés: ชาไทย, pronunciado cha tai) es un té preparado en Tailandia, el cual genera un característico color naranja una vez que se vierte agua caliente sobre él.
Su preparación es tradicional y sus ingredientes varían entre las diferentes personas o empresas que lo elaboran. La base del té está compuesta primordialmente de hojas de té negro, que principalmente crece en Asia, a la cual se pueden agregar polvo de anís estrella, lo que le otorga un dulce sabor a licor o floral, semillas de tamarindos molidas, brotes de naranjo, para darle una toque cítrico y floral a la mezcla, y, en algunas ocasiones, otros condimentos también. La adición de colorantes rojo y amarillo también ayuda a sugerir la inusual mezcla de sabores cítricos y florales que se encuentran en el té tailandés.
Es el ingrediente principal del té helado tailandés y usualmente en occidente ambos nombres se tienden a confundir aunque en realidad son cosas distintas.